# Pablo de Blasis
Pablo Ezequiel de Blasis (La Plata, 4 febbraio 1988) è un calciatore argentino, attaccante del Gimnasia (LP).

## Caratteristiche tecniche
Gioca come esterno sinistro.

## Carriera
Il 30 agosto 2018 passa a titolo definitivo all'Eibar, firmando un contratto biennale.